# Vjesnik Hrvatskog narodnog odbora
Vjesnik Hrvatskog narodnog odbora je bio hrvatski emigrantski list.
Izlazio je u Münchenu, a prvi broj je izašao 1953.

## Vanjske poveznice
- Bibliografija Hrvatske revije[neaktivna poveznica] Vjesnik Hrvatskog narodnog odbora u Münchenu